# إرنست وليامز
إرنست وليامز (بالألمانية: Ernest Edward Williams) (و. 1914 – 1998 م) هو عالم حيواني، وأستاذ جامعي، من الولايات المتحدة الأمريكية، كان عضوًا في الأكاديمية الأمريكية للفنون والعلوم، توفي عن عمر يناهز 84 عاماً.